# Airdrop (distribución de criptomonedas)
Un airdrop (inglés: entrega aérea), en el contexto de las criptomonedas, es un procedimiento de distribución de tokens otorgados  a los poseedores de una criptomoneda preexistente, como Bitcoin o Ethereum, o a los usuarios de determinada casa de cambio de criptomonedas en línea. En ocasiones esto se hace a cambio de realizar determinadas acciones como compartir en las redes sociales, invitar amigos, instalar una aplicación, registrarse en un sitio web o rellenar cuestionarios. Todo ello sirve como estrategia de marketing en línea para conseguir visibilidad e incentivar el uso de determinadas plataformas, entre otros fines.  En los Estados Unidos, esta práctica ha suscitado dudas sobre los pasivos tributarios y si representan ingresos o ganancias de capital. Un ejemplo de esto es el realizado por la empresa Omise, la cual regaló el cinco por ciento de su criptomoneda OmiseGO a los titulares de Ethereum en septiembre de 2017.
Una de las criptomonedas más populares en relación con los airdrops suele ser Ethereum, por la popularidad del uso de su protocolo ERC-20 para la emisión de tokens.